# Schleswiger Kreisbahn
| Bahnhof quer (Strecke außer Betrieb)                                |      | Kreisbahn Flensburg ↔ Rundhof (Meterspur)                 | Kreisbahn Flensburg ↔ Rundhof (Meterspur)                 |
| Kopfbahnhof Streckenanfang (Strecke außer Betrieb)                  | 31,5 | Satrup (Angeln)                                           | Satrup (Angeln)                                           |
| Bahnhof (Strecke außer Betrieb)                                     | 30,2 | Esmark                                                    | Esmark                                                    |
| Haltepunkt / Haltestelle (Strecke außer Betrieb)                    | 28,0 | Satrup Kirchenholz                                        | Satrup Kirchenholz                                        |
| Bahnhof (Strecke außer Betrieb)                                     | 27,2 | Torsballig                                                | Torsballig                                                |
| Bahnhof (Strecke außer Betrieb)                                     | 26,3 | Havetoftloit                                              | Havetoftloit                                              |
| Bahnhof (Strecke außer Betrieb)                                     | 24,6 | Dammholm                                                  | Dammholm                                                  |
| Bahnhof (Strecke außer Betrieb)                                     | 23,4 | Weißes Roß (Schleswig)                                    | Weißes Roß (Schleswig)                                    |
| Haltepunkt / Haltestelle (Strecke außer Betrieb)                    | 22,4 | Ekebergsdorf                                              | Ekebergsdorf                                              |
| Bahnhof (Strecke außer Betrieb)                                     | 21,1 | Ekebergkrug (Uelsby)                                      | Ekebergkrug (Uelsby)                                      |
| Bahnhof (Strecke außer Betrieb)                                     | 20,0 | Hollmühle                                                 | Hollmühle                                                 |
| Bahnhof (Strecke außer Betrieb)                                     | 18,6 | Bellig                                                    | Bellig                                                    |
| Bahnhof (Strecke außer Betrieb)                                     | 16,4 | Böklund                                                   | Böklund                                                   |
| Bahnhof (Strecke außer Betrieb)                                     | 13,8 | Wellspang                                                 | Wellspang                                                 |
| Bahnhof (Strecke außer Betrieb)                                     | 12,2 | Tolk                                                      | Tolk                                                      |
| Bahnhof (Strecke außer Betrieb)                                     | 9,1  | Brekling                                                  | Brekling                                                  |
| Bahnhof (Strecke außer Betrieb)                                     | 7,9  | Nübel                                                     | Nübel                                                     |
| Bahnhof (Strecke außer Betrieb)                                     | 6,4  | Berend                                                    | Berend                                                    |
| Haltepunkt / Haltestelle (Strecke außer Betrieb)                    | 3,5  | St. Jürgen                                                | St. Jürgen                                                |
| Abzweig geradeaus und von links (Strecke außer Betrieb)             |      | Strecke von Kappeln (s. u.)                               | Strecke von Kappeln (s. u.)                               |
| Dienststation / Betriebs- oder Güterbahnhof (Strecke außer Betrieb) |      | Bk Klosterfeld                                            | Bk Klosterfeld                                            |
| Abzweig geradeaus und nach links (Strecke außer Betrieb)            |      | Anschluss Seefliegerhorst Schleswig, ab 1953 Zuckerfabrik | Anschluss Seefliegerhorst Schleswig, ab 1953 Zuckerfabrik |
| Bahnhof (Strecke außer Betrieb)                                     | 0,0  | Schleswig Altstadt                                        | Schleswig Altstadt                                        |
| Strecke (außer Betrieb)                                             |      | Strecke nach Schleswig (s. u.)                            | Strecke nach Schleswig (s. u.)                            |

| Strecke (außer Betrieb)                                             |      | Kreisbahn von Flensburg, (Meterspur)                      | Kreisbahn von Flensburg, (Meterspur)                      |
| Bahnhof (Strecke außer Betrieb)                                     |      | Kappeln Kreisbahnhof (Gemeinschaftsbahnhof, Meterspur)    | Kappeln Kreisbahnhof (Gemeinschaftsbahnhof, Meterspur)    |
| Abzweig geradeaus und nach links (Strecke außer Betrieb)            |      | Kreisbahn nach Eckernförde, (Meterspur)                   | Kreisbahn nach Eckernförde, (Meterspur)                   |
| Strecke (außer Betrieb)                                             |      | (Dreischienengleis)                                       | (Dreischienengleis)                                       |
| Kopfbahnhof Strecke bis hier außer Betrieb                          | 35,6 | Kappeln (Schlei)                                          | Kappeln (Schlei)                                          |
| Abzweig geradeaus und ehemals nach links                            |      | Anschluss Cremilk-Werke                                   | Anschluss Cremilk-Werke                                   |
| ehemaliger Haltepunkt / Haltestelle                                 | 33,9 | Arnis-Grödersby                                           | Arnis-Grödersby                                           |
| ehemaliger Haltepunkt / Haltestelle                                 | 31,4 | Faulück                                                   | Faulück                                                   |
| ehemaliger Haltepunkt / Haltestelle                                 | 29,0 | Rabenkirchen                                              | Rabenkirchen                                              |
| Bahnhof                                                             | 26,6 | Scheggerott                                               | Scheggerott                                               |
| Haltepunkt / Haltestelle                                            | 24,6 | Wagersrott                                                | Wagersrott                                                |
| Abzweig geradeaus und von rechts                                    |      | Strecke von Flensburg                                     | Strecke von Flensburg                                     |
| Bahnhof                                                             | 21,0 | Süderbrarup                                               | Süderbrarup                                               |
| Abzweig ehemals geradeaus und nach links                            |      | Strecke nach Kiel                                         | Strecke nach Kiel                                         |
| Bahnhof (Strecke außer Betrieb)                                     | 16,1 | Steinfeld (Schleswig)                                     | Steinfeld (Schleswig)                                     |
| Haltepunkt / Haltestelle (Strecke außer Betrieb)                    | 14,6 | Loit                                                      | Loit                                                      |
| Bahnhof (Strecke außer Betrieb)                                     | 11,6 | Taarstedt                                                 | Taarstedt                                                 |
| Bahnhof (Strecke außer Betrieb)                                     | 9,9  | Scholderup                                                | Scholderup                                                |
| Bahnhof (Strecke außer Betrieb)                                     | 6,3  | Schaalby                                                  | Schaalby                                                  |
| Haltepunkt / Haltestelle (Strecke außer Betrieb)                    | 4,8  | Winning                                                   | Winning                                                   |
| Haltepunkt / Haltestelle (Strecke außer Betrieb)                    | 3,6  | Klensby                                                   | Klensby                                                   |
| Abzweig geradeaus und von rechts (Strecke außer Betrieb)            |      | Strecke von Satrup (s. o.)                                | Strecke von Satrup (s. o.)                                |
| Dienststation / Betriebs- oder Güterbahnhof (Strecke außer Betrieb) |      | Bk Klosterfeld                                            | Bk Klosterfeld                                            |
| Abzweig geradeaus und nach links (Strecke außer Betrieb)            |      | Anschluss Seefliegerhorst Schleswig, ab 1953 Zuckerfabrik | Anschluss Seefliegerhorst Schleswig, ab 1953 Zuckerfabrik |
| Bahnhof (Strecke außer Betrieb)                                     | 0,0  | Schleswig Altstadt                                        | Schleswig Altstadt                                        |
| Strecke (außer Betrieb)                                             |      | Strecke nach Schleswig (s. u.)                            | Strecke nach Schleswig (s. u.)                            |

| Abzweig von links und von rechts (Strecke außer Betrieb)                                                                                           |      | Strecken von Satrup und Kappeln (s. o.) | Strecken von Satrup und Kappeln (s. o.) |
| Bahnhof (Strecke außer Betrieb) | 0,0  | Schleswig Altstadt                      | Schleswig Altstadt                      |
| Haltepunkt / Haltestelle (Strecke außer Betrieb)                                                                                                   | 0,8  | Domziegelhof                            | Domziegelhof                            |
| Haltepunkt / Haltestelle (Strecke außer Betrieb)                                                                                                   | 1,2  | Schleihalle                             | Schleihalle                             |
| Haltepunkt / Haltestelle (Strecke außer Betrieb)                                                                                                   | 1,5  | Schloss Gottorf                         | Schloss Gottorf                         |
| Kreuzung (Strecke geradeaus außer Betrieb) · Strecke von rechts                                                                                    |      | Hauptstrecke von Flensburg              | Hauptstrecke von Flensburg              |
| Bahnhof (Strecke außer Betrieb) · Strecke | 3,2  | Schleswig-Friedrichsberg (bis 1869)     | Schleswig-Friedrichsberg (bis 1869)     |
| Strecke (außer Betrieb) · Bahnhof | 3,2  | Schleswig (seit 1869)                   | Schleswig (seit 1869)                   |
| Strecke von links (außer Betrieb) · Kreuzung (Strecken außer Betrieb) · Abzweig geradeaus und ehemals nach rechts                                  |      | (neue Strecke ab 1905)                  | (neue Strecke ab 1905)                  |
| Kreuzung (Strecken außer Betrieb) · Abzweig geradeaus und von rechts (Strecke außer Betrieb) · Strecke                                             |      | Strecke von Oster-Ohrstedt (bis 1869)   | Strecke von Oster-Ohrstedt (bis 1869)   |
| Strecke (außer Betrieb) · Bahnhof (Strecke außer Betrieb) · Strecke                                                                                |      | Klosterkrug (bis 1869)                  | Klosterkrug (bis 1869)                  |
| Abzweig geradeaus und nach links (Strecke außer Betrieb) · Strecke nach links und von rechts (außer Betrieb) · Abzweig ehemals quer und nach links |      | Hauptstrecke nach Neumünster            | Hauptstrecke nach Neumünster            |
| Dienststation / Betriebs- oder Güterbahnhof (Strecke außer Betrieb) · Strecke (außer Betrieb)                                                      |      | Fliegerhorst Schleswig                  | Fliegerhorst Schleswig                  |
| Strecke nach links (außer Betrieb) · Abzweig geradeaus und von rechts (Strecke außer Betrieb)                                                      |      | Umgehungsstrecke Fliegerhorst (1936)    | Umgehungsstrecke Fliegerhorst (1936)    |
| Bahnhof (Strecke außer Betrieb) | 8,2  | Jagel                                   | Jagel                                   |
| Haltepunkt / Haltestelle (Strecke außer Betrieb)                                                                                                   | 10,3 | Mielberg                                | Mielberg                                |
| Abzweig geradeaus und nach links (Strecke außer Betrieb)                                                                                           |      | Anschluss Munitionsanstalt Kropp        | Anschluss Munitionsanstalt Kropp        |
| Bahnhof (Strecke außer Betrieb) | 13,1 | Kropp                                   | Kropp                                   |
| Bahnhof (Strecke außer Betrieb) | 18,5 | Groß Rheide                             | Groß Rheide                             |
| Bahnhof (Strecke außer Betrieb) | 24,1 | Hollingstedt-Dörpstedt                  | Hollingstedt-Dörpstedt                  |
| Haltepunkt / Haltestelle (Strecke außer Betrieb)                                                                                                   | 26,6 | Thiesburg                               | Thiesburg                               |
| Bahnhof (Strecke außer Betrieb) | 29,9 | Wohlde                                  | Wohlde                                  |
| Bahnhof (Strecke außer Betrieb) | 33,0 | Bergenhusen                             | Bergenhusen                             |
| Bahnhof (Strecke außer Betrieb) | 37,8 | Norderstapel                            | Norderstapel                            |
| Abzweig geradeaus und nach rechts (Strecke außer Betrieb)                                                                                          |      | Verbindungskurve nach Husum             | Verbindungskurve nach Husum             |
| Kreuzung geradeaus oben (Strecken außer Betrieb)                                                                                                   |      | Husum–Rendsburg                         | Husum–Rendsburg                         |
| Haltepunkt / Haltestelle (Strecke außer Betrieb)                                                                                                   | 38,7 | Süderstapel                             | Süderstapel                             |
| Bahnhof (Strecke außer Betrieb) | 43,0 | Drage                                   | Drage                                   |
| Kopfbahnhof Streckenende (Strecke außer Betrieb)                                                                                                   | 47,6 | Friedrichstadt Kreisbf                  | Friedrichstadt Kreisbf                  |
| |      |                                         |                                         |
| Quellen: |      |                                         |                                         |

Die Schleswiger Kreisbahn war ein Teil der Verkehrsbetriebe des Kreises Schleswig (VKS), eines kommunalen Eigenbetriebes, der sich seit 1974 Verkehrsbetriebe des Kreises Schleswig-Flensburg (VKSF) nennt.

## Betrieb und Geschichte

### Schleswig Altstadt – Schleswig Staatsbahnhof

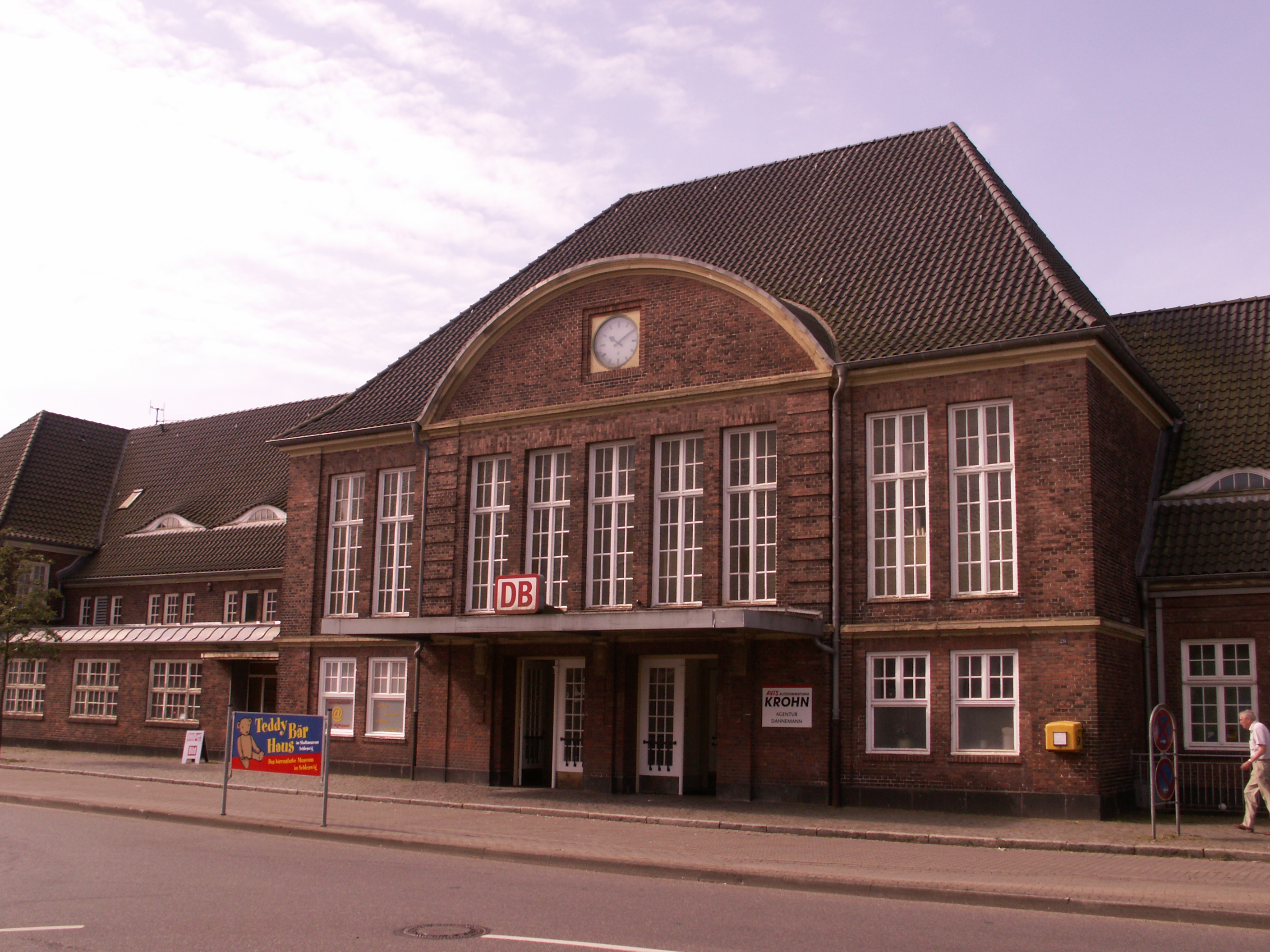
Bahnhof Schleswig (DB)

Die Verbindung zwischen der Schleswiger Altstadt und dem Bahnhof Schleswig an der neuen Bahnstrecke Neumünster–Flensburg stellte die „Schleibahn“ her, eine gut drei Kilometer lange Strecke, die am 15. November 1880 für den Güterverkehr und am 15. Mai 1881 für den Personenverkehr von der Schleswigschen Eisenbahn-Gesellschaft in Betrieb genommen wurde und 1885 in das Eigentum der Preußischen Staatsbahn übergegangen ist.
Dabei wurde weitgehend die Trasse der Schleswig-Klosterkruger Eisenbahn-Gesellschaft (SKE) benutzt, die schon am 1. Juni 1858 eine Anschlussstrecke von der Stadt Schleswig zur Südschleswigschen Eisenbahn eröffnet hatte, die rund fünf Kilometer westlich der Stadt vorbeiführte. Die SKE ging 1869 in der Schleswigschen Eisenbahn-Gesellschaft auf, nachdem im Preußisch-Dänischen Krieg der Landesteil Schleswig an Preußen ging und die verwaltende Altona-Kieler Eisenbahn-Gesellschaft die SKE-Strecke teilweise in den Umbau der Strecke Schleswig–Jübek einbezogen hatte.
Die Schleibahn blieb bis zu ihrer Stilllegung im Eigentum der jeweiligen Staatsbahn, wurde aber nach Eröffnung der Strecke Schleswig–Friedrichstadt 1905 bis 1987 von den Zügen der Kreisbahn befahren.
Die DB stellte den Restgüterverkehr Schleswig–Schleswig-Altstadt am 1. Dezember 1992 ein.

### Schleswig Altstadt – Kappeln

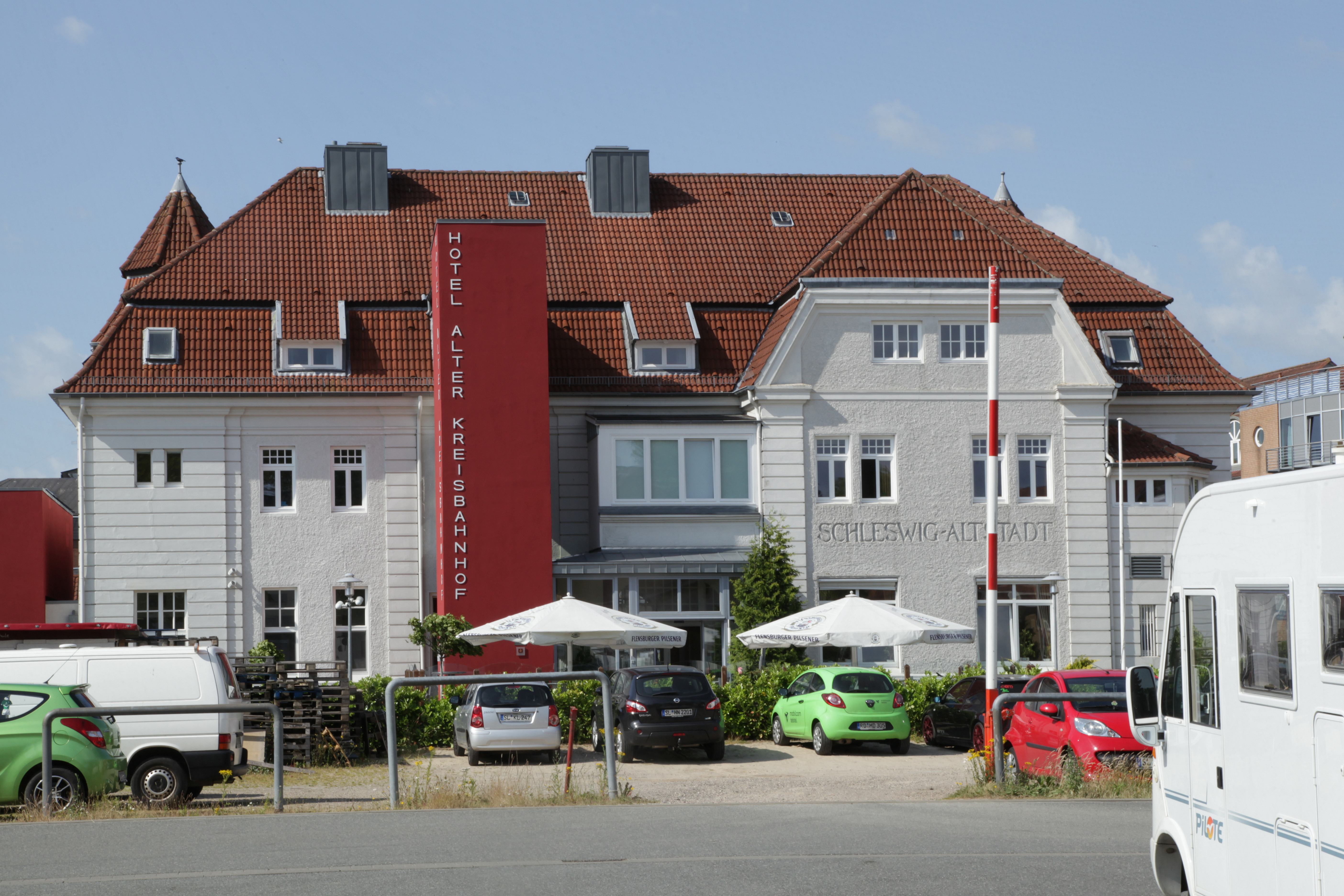
Der ehemalige Bahnhof Schleswig-Altstadt ist heute ein Hotel

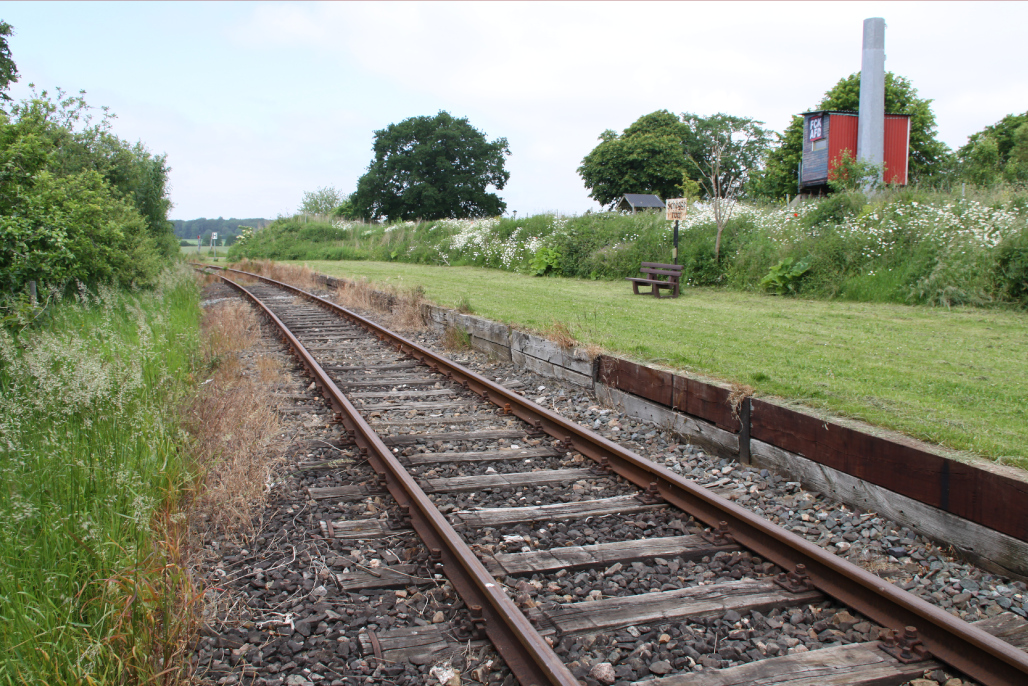
Bahnhof Scheggerott

Den Grundstock des insgesamt 108 Kilometer normalspuriger Strecken umfassenden Schienennetzes bildete die durch die Schleswig-Angeler Eisenbahn-Gesellschaft (SAE) am 15. Mai 1883 eröffnete Verbindung vom Bahnhof Schleswig-Altstadt durch die Landschaft Angeln nach Süderbrarup (22 Kilometer). Sie erreichte dort die Staatsbahnstrecke Flensburg–Eckernförde–Kiel und wurde durch die Lokaleisenbahn-Betriebsgesellschaft in Hamburg betrieben. Großaktionär der SAE war die Stadt Schleswig, nicht jedoch der Kreis. Die Bahn wurde aber nicht wie erhofft benutzt.
So löste sich die SAE auf, wurde am 16. Juli 1898 direkt von der Provinzhauptstadt Schleswig übernommen und nun als Kleinbahn bezeichnet. Die Strecke war so schlecht, dass sie 1901 gesperrt werden musste. Am 19. Januar 1901 wurde der Kreis Schleswig Eigentümer, der die Strecke am 22. Dezember 1904 um 15 Kilometer bis zur Hafenstadt Kappeln weiterführte, wo sich drei Kreisbahnen (zwei davon schmalspurig) trafen, neben der Schleswiger Kreisbahn die Flensburger Kreisbahn und die Eckernförder Kreisbahnen. Inzwischen hatte die Firma Lenz & Co GmbH die Betriebsführung übernommen, die sie bis 1913/14 wahrnahm.

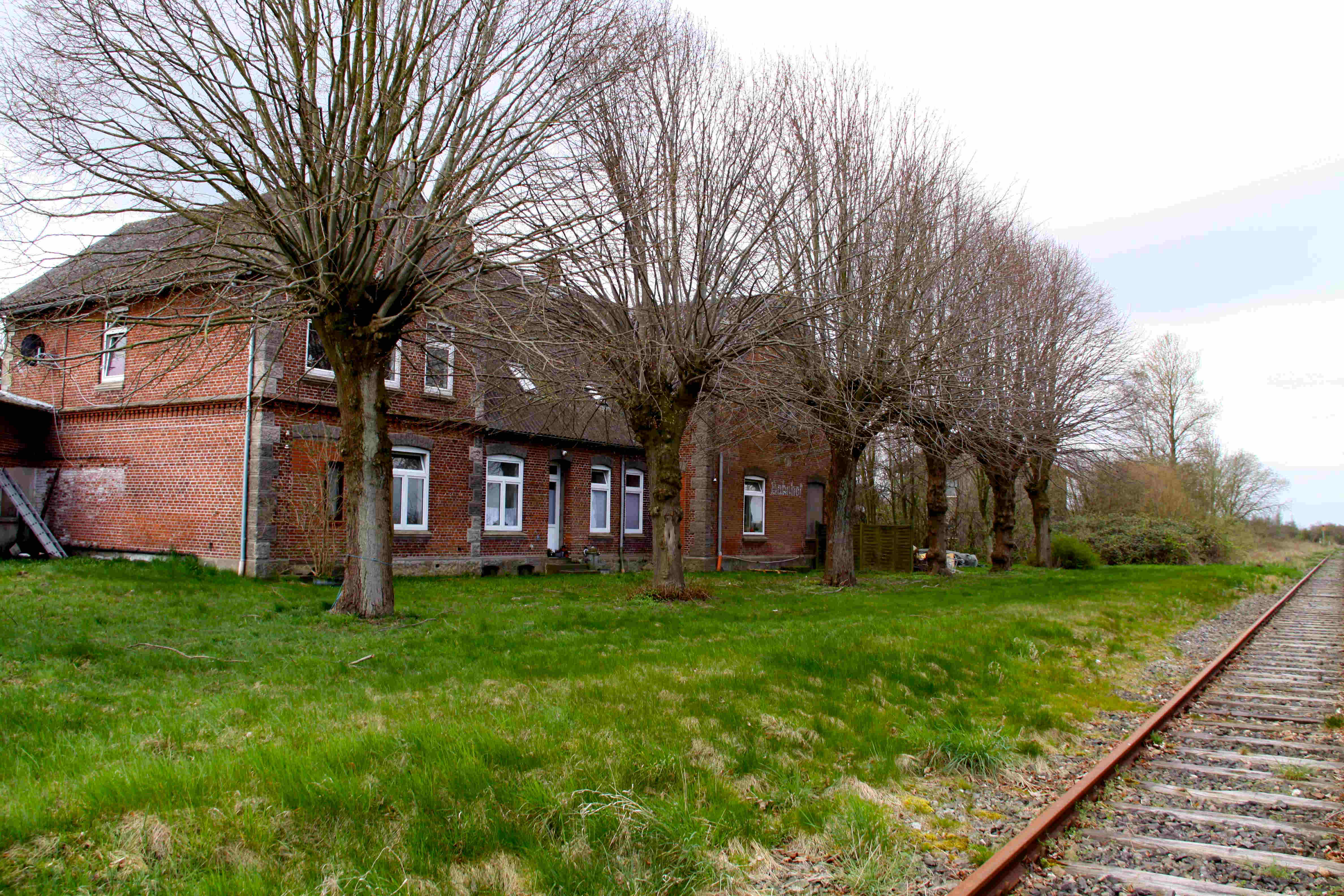
Bahnhofsgebäude Rabenkirchen

Die letzten planmäßigen Triebwagen der Kreisbahn fuhren auf der ältesten Strecke und verbanden noch bis 27. Mai 1972 Schleswig mit Kappeln. Als der Güterverkehr zwischen Schaalby und Süderbrarup am 30. Juni 1980 beendet wurde, blieb das Gleis für die Überführungsfahrten nach Kappeln liegen.
1981 wurde der Restgüterverkehr von Süderbrarup nach Kappeln an die Deutsche Bundesbahn übergeben, die ihn bis Ende 2001 durchführte. Danach wurde der Güterverkehr für die Cremilk-Werke in Kappeln durch die Angeln-Bahn durchgeführt, zum 15. Dezember 2003 aber endgültig eingestellt. Seitdem verkehren nur noch die Museumszüge der Angelner Dampfeisenbahn.

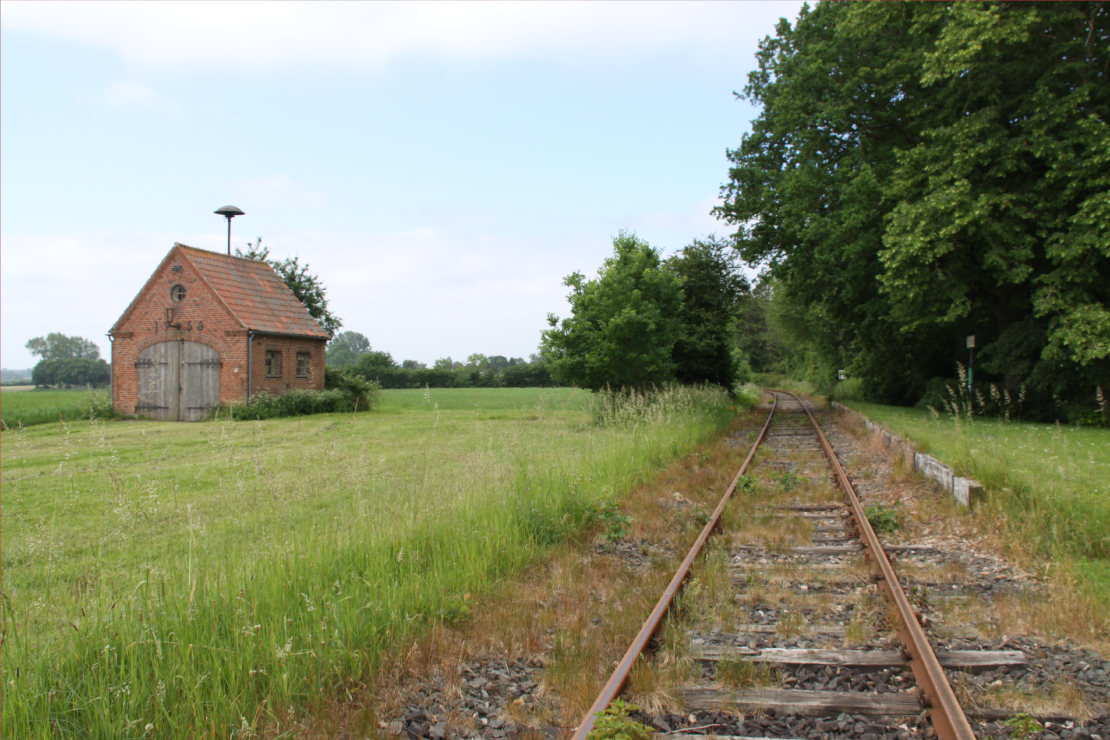
Altes Feuerwehrhaus und Haltepunkt Wagersrott

Die Zukunft der Strecke ist ungewiss, da für den Weiterbetrieb Investitionen in Höhe von rund 2½ Millionen Euro anstehen. Die Gleisanlagen sowie der Lokschuppen in Kappeln gehören dem Kreis Schleswig-Flensburg, der diese Einrichtungen für einen Euro an die Gesellschaft verpachtet hat. Für den Streckenunterhalt und Investitionen ist daher die Betreibergesellschaft verantwortlich.
Im Mai 2017 gab der Kreis bekannt, die Strecke für einen negativen Kaufpreis von 60.000 Euro verkaufen zu wollen. Die Anrainergemeinden der Strecke planen, einen Zweckverband mit dem Ziel zu gründen, den Betrieb der Museumsbahn weiterhin zu ermöglichen. Der gegründete Eisenbahninfrastrukturzweckverband mit Sitz in Kappeln erließ am 26. März 2019 eine entsprechende Satzung.

### Schleswig Altstadt – Satrup

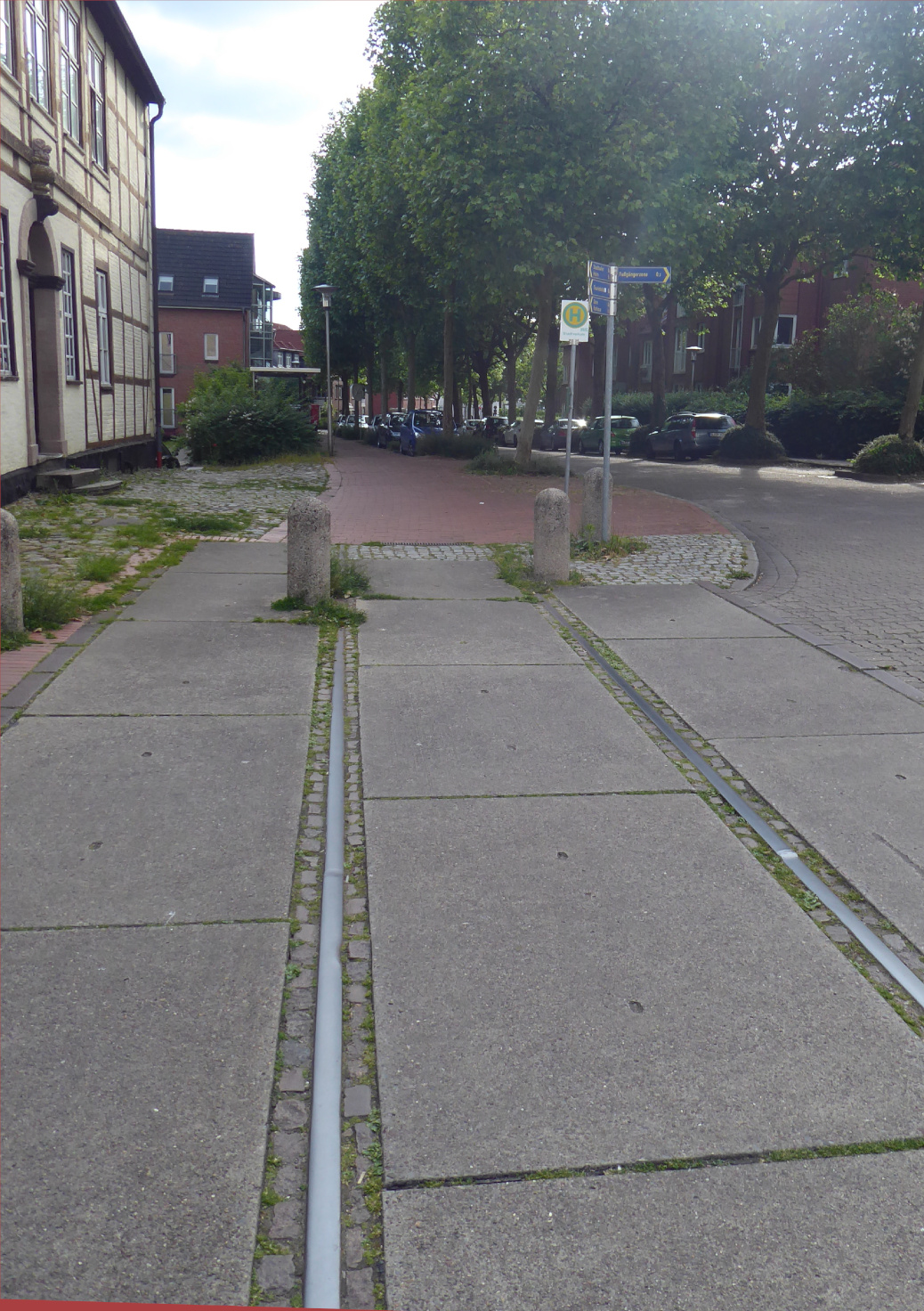
Reste der Kreisbahn in der Königsstraße

Diese Strecke wurde erstmals 1893 als Verbindung von Schleswig nach Flensburg beantragt. Da zwar Stadt und Kreis Flensburg und die Stadt Schleswig Interesse hatten, der Kreis Schleswig aber nicht, wurde auf Flensburger Seite 1898 beschlossen, eine Strecke von Flensburg über Satrup und Sörup zur Nordstrecke zu bauen. 1901 wurde die Strecke Flensburg–Satrup eröffnet und das zum Kreis Schleswig gehörende Satrup an Flensburg angeschlossen, während eine Verbindung in die eigene Kreisstadt fehlte.
Im Kreis Schleswig war die Politik inzwischen durch den neuen Landrat Kurt von Alten eisenbahnfreundlicher geworden. Deshalb wurde Emil Kuhrt mit der Entwicklung einer Strecke Schleswig–Satrup beauftragt. Am 24. November 1900 beschloss der Kreistag den Bau einer meterspurigen Strecke Satrup–Wellspang–Tolk–Nübel–Schleswig. Da der Kreis 1901 Eigentümer der normalspurigen Strecke nach Süderbrarup geworden war, wurde am 2. Februar 1901 beschlossen, die Strecke nach Satrup ebenfalls in Normalspur zu bauen. Dies rief den Widerspruch der Stadt und des Kreises Flensburg hervor. Die Handelskammer Flensburg, die für die Schleswiger Händler zuständig war, sprach sich für ein einheitliches Schmalspurnetz aus.
Aufgrund dieser Voten beschloss der Provinziallandtag Schleswig-Holstein am 20. Februar 1901, nur den Bau einer Schmalspurbahn zu unterstützen. So wurde der Bau einer Schmalspurbahn geplant. Lenz & Co begannen im Juli 1901 ab Satrup mit dem Bau. Dieser geriet jedoch bald ins Stocken, weil es Uneinigkeit über die Linienführung Schleswig–Tolk gab. Waren erste Planungen von einer Strecke über Berend, Nübel und Brekling ausgegangen, plädierte die KED Altona dafür, zunächst die Strecke von Schleswig nach Süderbrarup zu nutzen und bei Schaalby nach Tolk auszufädeln. Durch die kürzere Strecke würden sich Kosten sparen lassen.
Lenz & Co lieferte Pläne und wies darauf hin, dass der dann erforderliche Ausbau als dreischienige Strecke Probleme aufwerfen würde, zumal der Endbahnhof Schleswig Altstadt zu großen Teilen der Staatsbahn gehöre. Im März 1902 schwenkte der Provinziallandtag um und bewilligte Mittel für den Bau einer Normalspurbahn, allerdings nur in der Höhe, die der Bau einer Schmalspurbahn gekostet hätte. So plante Lenz & Co in Normalspur, obwohl Schienen und Schwellen schon geliefert und schmalspurige Betriebsmittel bestellt waren.
Die Trasse Schaalby–Tolk rief den Widerstand der zunächst berücksichtigten Orte Berend, Nübel und Brekling hervor. Der Kreistag überstimmte am 26. Februar 1903 die vorhandene Planung und beschloss zur Erschließung neuer Gebiete die Führung der Strecke über die genannten Orte. Der Provinziallandtag bewilligte die Mittel. Es gab weiterhin Einsprüche von Flensburger Seite, so dass sich die Erteilung der Betriebsgenehmigung hinauszögerte.
Am 15. Juli 1904 konnte die Strecke schließlich eröffnet werden. In Satrup endete die Strecke in einem gegenüber dem Bahnhof der schmalspurigen Flensburger Kreisbahn liegenden eigenen normalspurigen Bahnhof.
Die Personenzüge nach Satrup fuhren bis 11. April 1965, die Güterzüge ab 16. Juli 1975 nur noch nach Berend, bis dieser Verkehr am 30. Juni 1980 endete. Das Industriegebiet Klosterfeld wurde bis 30. April 1988 bedient, in den letzten Monaten durch Fahrzeuge der Deutschen Bundesbahn.

### Schleswig Staatsbahnhof – Friedrichstadt Kreisbahnhof
Erste Planungen für eine Strecke zwischen Schleswig und Friedrichstadt wurden schon 1893 eingeleitet. Eine Bahn in Meterspur wurde nicht genehmigt, da der zuständige Minister eine Bahn in Normalspur wünschte. Schließlich wurde der Bau am 25. Juni 1903 genehmigt.
Am 1. Dezember 1905 eröffnete die Kreisbahn vom Bahnhof Schleswig an der Staatsbahnstrecke Flensburg–Neumünster eine 37 Kilometer lange Schienenverbindung über Wohlde und Süderstapel bis Friedrichstadt an der Eider. Auf eine Gleisverbindung zur nahe gelegenen Marschbahn Husum–Heide–Hamburg wurde wegen mehrerer dazwischenliegender Grachten verzichtet. Damit war eine Bahnstrecke entstanden, die von der Schleimündung an der Ostsee fast bis zur Eidermündung an der Nordsee reichte. Der Bau kostete damals 1,4 Millionen Mark. Die Strecke war nie ertragreich, besonders, nachdem die Staatsbahnstrecke Rendsburg–Husum am 1. September 1910 in Betrieb gegangen war, die in Norderstapel gekreuzt wurde.
Nach kaum dreißig Jahren begann das Netz zu schrumpfen, auf dem 14 Dampflokomotiven und vier Triebwagen eingesetzt waren. Der Kreis Schleswig fasste 1934 seine Kleinbahnstrecken und den 1933 eröffneten Omnibusbetrieb unter der Bezeichnung „Verkehrsbetriebe des Kreises Schleswig“ zusammen.
Am 1. Februar 1934 wurde auf der zuletzt eröffneten Bahnstrecke zwischen Schleswig und Friedrichstadt der Personenverkehr eingestellt. Ab dem 2. August 1943 wurde das Gleis westlich von Wohlde abgebaut, nachdem dort der Güterverkehr zum Erliegen gekommen war.
Der Ostteil der Strecke erhielt 1936 durch den Bau einer Munitionsanstalt bei Kropp und des Fliegerhorstes Schleswig bei Jagel neue Bedeutung, so dass die Luftwaffe die zehn Kilometer lange Teilstrecke Schleswig–Kropp ankaufte. Die ursprüngliche Strecke führte direkt durch den Fliegerhorst, so dass für den weiteren Verkehr auf der Strecke östlich des Flugplatzes eine Umgehungsbahn angelegt wurde.
Gleich nach dem Zweiten Weltkrieg wurde das verbliebene Teilstück Schleswig–Wohlde genutzt, um bis 13. Mai 1950 wieder Personenzüge fahren zu lassen. Anschließend folgte der Abbau westlich von Hollingstedt-Dörpstedt. Auf dem Reststück wurden bis zum Jahresende 1971 Güter befördert, bis zum 30. Dezember 1983 noch bis Kropp. Inzwischen ist diese Teilstrecke, die bis zur Stilllegung Eigentum der Bundesrepublik Deutschland blieb, abgebaut worden.
In Friedrichstadt ist das ehemalige Bahnhofsgebäude an der Ecke Brückenstraße und Am Ostersielzug noch vorhanden. Gleiches gilt für die Empfangsgebäude in Seeth, Süderstapel, Norderstapel und Bergenhusen.

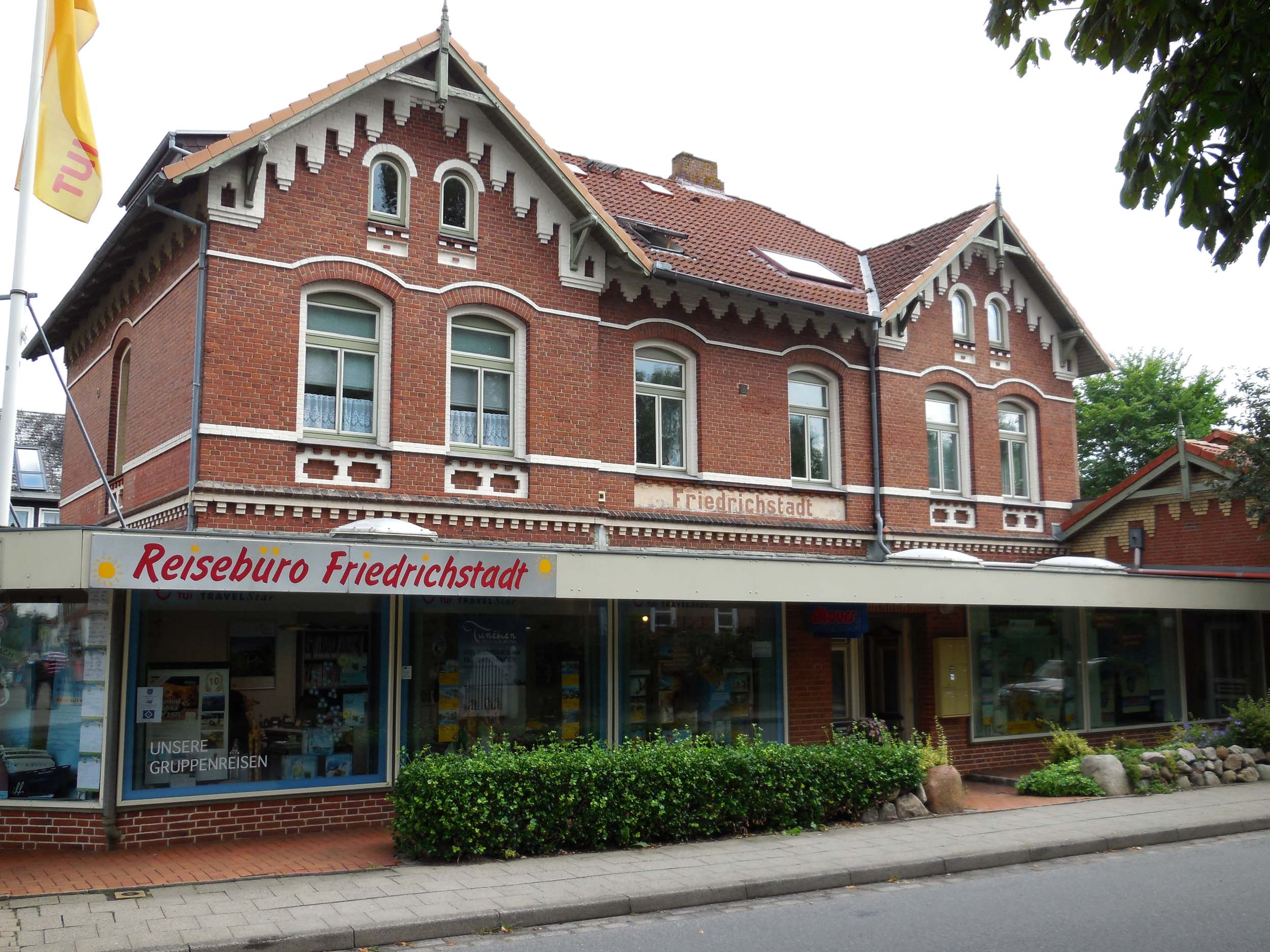
Empfangsgebäude des ehemaligen Bahnhofs Friedrichstadt der Schleswiger Kreisbahn
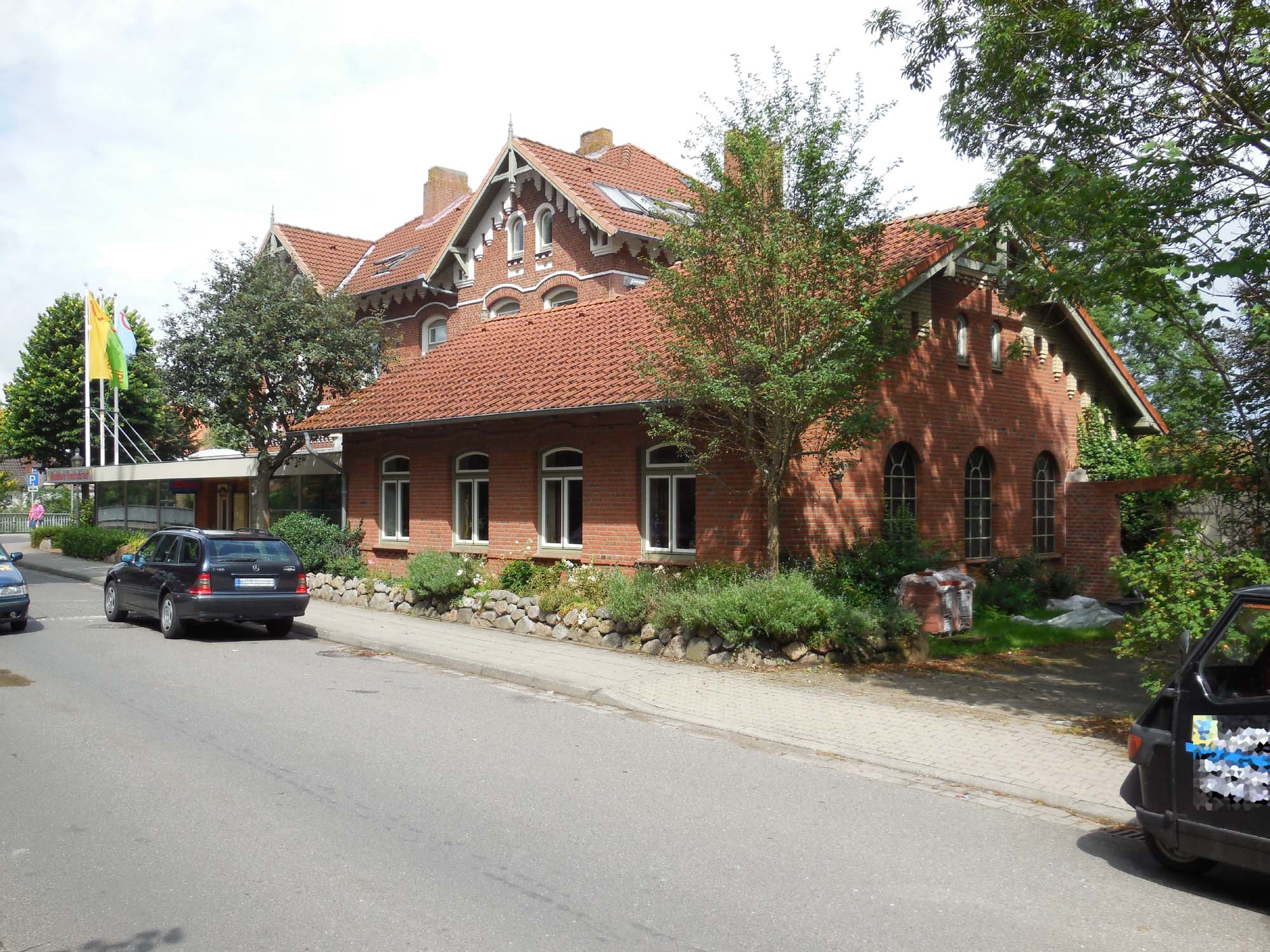
Ehemaliger Bahnhof Friedrichstadt, Ansicht von Süden
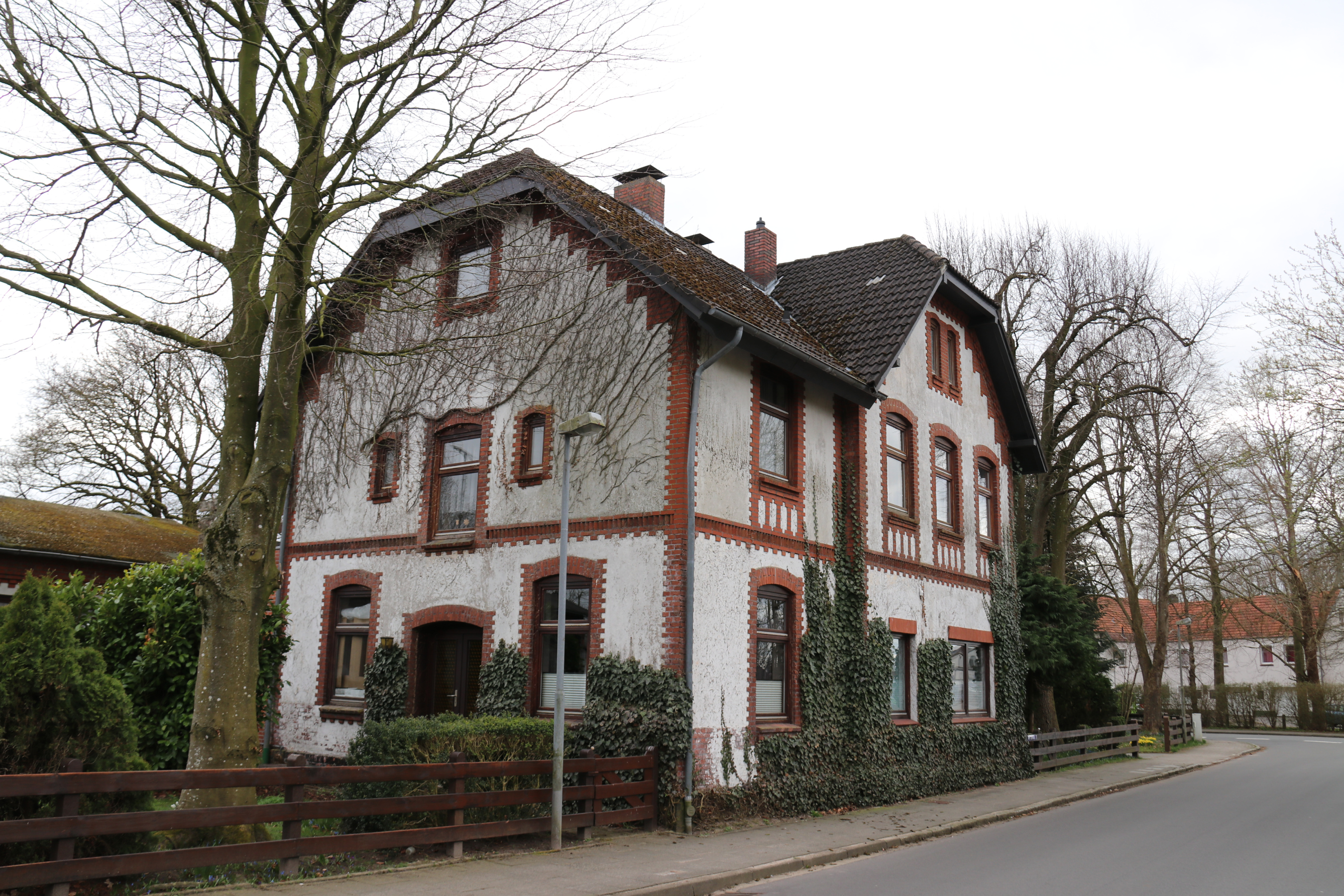
Ehemaliger Bahnhof Kropp

## Fahrzeuge (Auswahl)

### Dampftriebwagen
- Nr. 1 und 2: Dampftriebwagen von Borsig und Herbrandt, Baujahr 1883, ab 1902 nur noch als Beiwagen im Einsatz.

### Diesellokomotiven
- V 31: Dreiachsige Stangenlokomotive von KHD, 1950 gebraucht erworben.
- V 34: Dreiachsige Stangenlokomotive von Henschel (Baujahr 1957), gebraucht von der Marburger Kreisbahn erworben.
- V 32, V 33, V 35: Dreiachsige Stangenlokomotiven von MaK (Baujahr 1955, 1961).

### Triebwagen
- VT 2: Das Fahrzeug entstand 1925 als Benzoltriebwagen bei der AEG und wurde bei der Kreisbahn vollkommen umgebaut.[12]
- VT 4: Vierachsiger Triebwagen, im Volksmund auch „Jammermühle“ genannt. Das Fahrzeug wurde 1926 unter der Fabriknummer 107 bei DWK gebaut, 1949 im Betriebswerk Schleswig Altstadt überholt und neu motorisiert. Form und Aussehen wurden 1962 bei einem weiteren Umbau an den VT 5 angelehnt und der MAN-Dieselmotor durch zwei Holmag-Dieselmotoren ersetzt. 1973 wurde der Triebwagen abgestellt.[13]
- VT 5: MAN-Schienenbus Baujahr 1958, 2 × 130 PS, 1972 an die Kahlgrundbahn verkauft. Der Dieseltriebwagen lief vorwiegend zwischen Schleswig und Kappeln.[13]

Mit den Triebwagen kamen bei Bedarf zunächst der VBPw 10, ein Umbau der Kreisbahn aus dem Personenwagen 10, später der VB 23, ein gebraucht erworbener Beiwagen der Uerdinger Bauart zum Einsatz.

## Gegenwart
Seit 2009 ist die neu gegründete Angelner Eisenbahn Gesellschaft UG (haftungsbeschränkt) Infrastrukturunternehmen für die Strecke Süderbrarup–Kappeln, auf der die Museumszüge der Angelner Dampfeisenbahn verkehren. Sie wurde Ende Januar 2013 in Angelner Eisenbahngesellschaft gUG (haftungsbeschränkt) umbenannt.
Der gegenwärtige fahrplanmäßige Betrieb besteht aus zwei von Mai bis Oktober verkehrenden Zugpaaren Kappeln–Süderbrarup; hinzu kommen weitere Sonderfahrten nach Bedarf. Die Strecke trug im Kursbuch der DB zuletzt die Nummer 12146.
Ab dem 17. Juli 2021 verkehrten saisonal an Samstagen drei und an Sonntagen zwei Zugpaare Kappeln–Süderbrarup–Eckernförde. Eingesetzt wurden Dieseltriebwagen der DB-Baureihe 628 oder der DB-Baureihe VT 98, die am wieder eingerichteten Haltepunkt Lindaunis hielten. Ab Sommer 2022 verkehrten die beiden VT 98 nur an Samstagen, 2024 regelmäßig an Sonntagen wegen der gesperrten Brücke in Lindaunis nur bis Süderbrarup.
Für die Zukunft angedacht ist eine durchgehende Zugverbindung von Kiel nach Kappeln im Zwei-Stunden-Takt.
Im Landesweiten Nahverkehrsplan 2027 ist die Verlängerung der geplanten S-Bahn-Strecke Kiel – Eckernförde alle zwei Stunden über Lindaunis und Süderbrarup nach Kappeln vorgesehen.